# Parque Cultural Martín Ugalde
El Parque Cultural Martín Ugalde es una infraestructura cultural situada en la población guipuzcoana de Andoáin en el País Vasco en España. En ese espacio tienen su sede diferentes empresas, asociaciones y organismos relacionadas con la cultura vasca y el euskera. Está situada al noreste de la población en la calle Gudarien. Fue inaugurado en junio de 2002 y lleva el nombre del periodista, político y escritor vasco Martín Ugalde Orradre originario de esa localidad.
La institución tiene como objetivo el ser un lugar de encuentro para promover la cultura y la lengua vasca fortaleciéndolas buscando la sinergia entre empresas asociaciones y organismos culturales y lingüísticos ubicándolos en un mismo lugar físico y desarrollando  proyectos encaminados a fortalecer la creación cultural, la industria cultural y el euskera. El Parque mantiene iniciativas como la  Beca Martín Ugalde  de carácter anual y el  "Foro Martín Ugalde" que abrió en 2005 con el objetivo de promover la reflexión, las conversaciones y los debates en euskera. El Parque Cultural mantiene un servicio de alquiler de locales y habitaciones para fines culturales así como un área de coworking.
La propiedad de las instalaciones está en manos de la empresa Buruntzape SL formada por Berria Taldea, Fundación Elkar y Gráficas Lizarra, y en sus instalaciones, aparte de las empresas que conforman la propiedad, están Consejo Vasco de Lingüística, Gaindegia, Aztiker, Clúster sociolingüístico y País Vasco en euskera.

## Historia
En 1994 se instala en los pabellones de la Fábrica de Brocas "Laborde Hnos.", que ya había cerrado,  la redacción del periódico en euskera Euskaldunon Egunkaria  que había sido fundado cuatro años antes por un grupo de trabajo en el que participaba muy activamente Martín Ugalde Orradre. 
En 1997, en pleno proceso de liquidación de "Laborde Hnos.", se pone a la venta todo el complejo el cual resultaba ser demasiado extenso para el periódico en euskera pero el cual se veía obligado a comprarlo si deseaba quedarse en esa ubicación. En esa coyuntura se abre la posibilidad de realizar un parque cultural, idea provenía de Joseba Jaka de la  Fundación Elkar, que en ese tiempo se denominaba  Euskalgintza Elkarlanean Fundazione, de ubicar en un mismo lugar a diferentes organismos, empresas y asociaciones relacionadas con el mundo cultural vasco y su lengua. En realidad se trataba de adaptar la idea de "parque tecnológico" al mundo de la cultura.
Tras diversas conversaciones Egunkaria, Fundación Elkar y Gráficas Lizarra crean la empresa Bruntzape SL que adquiere todo el conjunto de edificios del complejo de la Fábrica de Brocas "Laborde Hnos." comenzando a desarrollar un proyecto  urbanístico y arquitectónico de habilitación de los mismos para el uso de empresas y organismos relacionados con la cultura, junto a ellos participan el arquitecto Andoni Mendizábal y el ingeniero Pello Aiesta.
En otoño de 1999 se iniciaron las obras de remodelación y en la primavera de 2000 se pone la primera piedra de lo que sería el Parque Cultural que se bautiza con el nombre de Martín Ugalde, como homenaje a uno de los fundadores de Egunkaria y persona comprometida con la cultura vasca. El propio Ugalde colocó la primera piedra del inicio de las obras.
El 26 de diciembre de 2000 el gobierno vasco, mediante el decreto 289/2000, calificó como Bien Cultural, con la categoría de Monumento, las instalaciones industriales de  la Fábrica de Brocas "Laborde Hnos." de Andoáin, en Guipúzcoa, que estaban formadas por pabellón, las oficinas, la vivienda y el edificio de comedores, que databan del año 1928 el pabellón industrial  y de 1936 el de comedores realizados por  el ingeniero Laborde y por Luis Tolosa.  Estos edificios son representativos de la arquitectura industrial, realizados según el estilo racionalista, siendo el de 1928 el primero realizado con ese estilo en Guipúzcoa.

### Inauguración e intervención judicial
En junio de 2002 se inauguran las instalaciones con estas empresas a las que poco a poco se van sumando otras. El 20 de febrero de 2003 el juez instructor de la Audiencia Nacional, Juan del Olmo, ordenó  clausura temporal y el embargo preventivo de todos los bienes de Egunkaria, con la acusación de  formar, presuntamente parte, del conglomerado empresarial controlado por ETA.
En octubre de 2003, el juez Juan del Olmo lanzó una segunda operación policial, en este caso contra varias empresas ubicadas en el Parque Cultural en la que detuvieron a otras nueve personas bajo acusaciones similares a las de la primera operación. Tras realizar una primera investigación de los documentos de los que se incautaron, el juez remitió el caso para una nueva numeración y para que fuera asignado a otro juzgado, con lo que quedó judicialmente separado del caso Egunkaria.
La clausura y embargo ordenados inicialmente por el juez eran preventivos y temporales (durante 6 meses). Los siguientes meses y años transcurrieron con sucesivas prórrogas de seis meses de clausura de Egunkaria, y con constantes recursos de la defensa que fueron desestimados.
El 2 de febrero de 2005, el juez Juan del Olmo ordenó la liquidación de las empresas intervenidas. Asimismo, estableció que la clausura temporal de Egunkaria se levantaría el 20 de febrero de 2005, por haberse cumplido el período de seis meses desde que se acordó la última prórroga, y por no existir razón alguna para realizar otra prórroga de seis meses tras la liquidación de las empresas, ya que con esta la actividad resultaba imposible. Por lo tanto, y a causa de las medidas preventivas tomadas en la fase de instrucción, Egunkaria quedó cerrado y liquidado. Todos sus bienes fueron vendidos y sus deudas saldadas. El dinero restante obtenido en la gestión de la liquidación quedó en manos del juez.
Varios años después del cierre, en 2006 el fiscal de la Audiencia Nacional, Miguel Ángel Carballo, pidió el archivo del 'caso Egunkaria' al no hallar relación entre el diario y ETA, al considerar «improcedente abrir juicio oral» contra los siete imputados.
En su informe, el fiscal recuerda que el propio juez Del Olmo reconoció en su día que no se podía acreditar "ni que el periódico fuera fuente de financiación de ETA, ni que fuera instrumento de blanqueo de capitales ilícitos procedentes de la banda". Por ello, la investigación se centró en averiguar si el diario era un instrumento de los fines de ETA. "Este nuevo hecho tampoco se ha constatado en la investigación o, cuando menos, el resultado de las diligencias practicadas arroja serias y razonables dudas de que ello sea así", concluye el fiscal. Según su escrito, lo único que se ha podido demostrar es el interés que ETA mostraba por el proyecto Egunkaria, según diversa documentación requisada a la organización terrorista. En este sentido, el fiscal subraya que "una cosa es que, en los albores del periódico, la banda esté interesada e informada (...), y algo muy diferente, que eso implique que se le pueda atribuir su creación, su impulso o su control, y menos aun a los gestores del periódico procesados en la presente causa". 
El Partido Popular, que era el gobernante en el momento del cierre, criticó fuertemente la actuación del fiscal y responsabilizó al presidente del gobierno, José Luis Rodríguez Zapatero, del archivo del caso. En boca de su portavoz, Ángel Acebes, consideró que esta decisión 

es uno de los actos más dañinos por lo que tiene de irreversible... supone un retroceso de más de diez años de trabajo, que se tira a la papelera "y  el presidente" va a tener que asumir graves y serias responsabilidades porque no solo se tiran diez años de trabajo, sino que afecta a núcleos esenciales de la lucha antiterrorista.

Al no haber acusación del fiscal ni acusación particular, sólo la acusación popular, ejercida por la asociación Dignidad y Justicia y la Asociación de Víctimas del Terrorismo, mantuvo los cargos. El 7 de mayo del 2007, la primera sala de lo penal de la Audiencia Nacional hizo pública su decisión de iniciar el juicio oral del Caso Egunkaria, esta vez subdividida en dos procedimientos: en el procedimiento principal que dio origen al cierre del diario, se mantienen los cargos de integración en banda armada contra siete directivos: Joan Mari Torrealdai, Iñaki Uria, Txema Auzmendi, Martxelo Otamendi, Pello Zubiria, Xabier Oleaga y Xabier Alegría. La acusación popular pidió para ellos entre 12 y 14 años de cárcel. En el procedimiento abreviado, el económico, se juzgaron  supuestos delitos de fraude a la hacienda pública e irregularidades en la obtención de subvenciones. En este caso, la acusación popular pidió entre 13 y 20 años de prisión y un total de 235 millones de euros en multas a ocho acusados: Joxe Mari Sors, Ainhoa Albisu, Mikel Sorozabal, Begoña Zubelzu y Fernando Furundarena. Joan Mari Torrealdai, Iñaki Uria y Txema Auzmendi serían encausados en los dos procesos. El juez no aceptó los recursos presentados tanto por el fiscal como por la defensa, en los cuales se argumentaba que la Audiencia Nacional no tenía competencia para juzgar delitos económicos. Así, cuando el 29 de marzo de 2007 el juez Del Olmo llamó a declarar como imputadas en lo referente a los delitos económicos a los empleados del diario Ainhoa Albisu, Fernando Furundarena y Begoña Zubelzun, estos declararon al tribunal que estarían dispuestos a responder por las actividades económicas de Egunkaria en los juzgados de Tolosa, pero no en la Audiencia Nacional.
El 15 de abril de 2009, la segunda sala de lo penal de la Audiencia Nacional admitió el recurso presentado por la defensa, invalidó la mayoría de las diligencias de la causa económica, y ordenó regresar al punto de partida, el 10 de abril de 2007. La sala dio la razón a la defensa al reconocer que pudo darse una situación de indefensión cuando el juez Juan del Olmo no tomó declaración en la causa económica a los imputados Iñaki Uria, Joan Mari Torrealdai y Txema Auzmendi. Tomar declaración es una condición indispensable para imputar a una persona.
En una "vistilla" celebrada el 23 de junio la defensa y la fiscalía pidieron el archivo del caso debido a la ausencia de material penal para iniciar la vista oral, entre otros motivos, porque no existía acusación particular y porque la fiscalía ya había retirado los cargos. En el caso del imputado Xabier Alegría, la defensa expuso que ya había sido juzgado en el sumario 18/98. En cuanto a Pello Zubiria, se recordó que su supuesto delito ya había prescrito.
La Sección Primera de la Sala de lo Penal de la Audiencia Nacional decidió no archivar el caso, al estimar que la acusación popular era suficiente para seguir con el proceso. La sala sí aceptó los argumentos de la defensa sobre los casos de Xabier Alegría y Pello Zubiria, y estimó "la excepción de cosa juzgada" para el primero y el sobreseimiento de la causa para el segundo. Por lo tanto, los otros cinco encausados tuvieron que enfrentarse a los cargos de integración en ETA.

### Absolución de todos los cargos
El 12 de abril de 2010, la Audiencia Nacional hizo pública la absolución de los cinco imputados restantes: Martxelo Otamendi, Ignacio María Uria, Juan María Torrealdai, José María Auzmendi y Javier Oleagalos. En su sentencia, los magistrados fueron duros con el juez Del Olmo, asegurando que «la estrecha y errónea visión según la cual todo lo que tenga que ver con el euskera y la cultura en esa lengua tiene que estar fomentado y/o controlado por ETA conduce a una errónea valoración de datos y hechos y a la inconsistencia de la imputación» y tildando el cierre de «injerencia en la libertad de prensa». La sentencia también arremete contra la acusación popular de AVT y Dignidad y Justicia, de cuyas tesis dice que «contienen una subordinada que pretende justificar la dificultad probatoria según la cual lo que se ve no es lo que parece y lo que se ve no es lo que es porque ETA procuró elegir para liderar el proyecto a personas que no tuvieran una clara vinculación con la banda y la izquierda abertzale para controlar el proceso sin que fuera identificado con la banda (...) Esta última tesis carece de todo sustento probatorio, es mera especulación y como tal es rechazada. (...) Primero se decidió cuál fue la conclusión de la que se predica sin base, que es indiscutible, y luego se buscan las señales, vestigios e indicios, y por último, se rechaza cualquier sentido de estos que no apoye la conclusión». Finalmente, la sentencia concluía diciendo que «Las acusaciones no han probado que los procesados tengan la más mínima relación con ETA, lo que por sí determina la absolución con todos los pronunciamientos favorables».
Por otro lado, en junio de 2014, la llamada "causa económica", por la que se acusaba a ocho directivos del periódico de falseamiento de la contabilidad, irregularidades en las subvenciones recibidas y fraude fiscal, finalmente fue archivada por el Juzgado de lo Penal número 3 de San Sebastián.
Las acciones judiciales perjudicaron seriamente el devenir del Parque deteniendo durante varios años su desarrollo. Egunkaria se vio obligada a vender su participación en el proyecto que pasó a manos de los otros dos socios. En 2003 se crea Berria Taldea, que ocupa el hueco dejado por  Egunkaria y adquiere las acciones que le  correspondían a esa empresa.